# NGC 2664
NGC 2664 — астеризм в созвездии Рака. Открыт Джоном Гершелем в 1830 году.
Хотя в базе данных SIMBAD этот объект обозначен как рассеянное скопление, по-видимому, он является астеризмом, состоящим из четырёх относительно ярких звёзд, не связанных физически. На это указывают, например, различные лучевые скорости звёзд, а также то обстоятельство, что по виду спектра некоторые из ярких звёзд на самом деле являются гигантами, а некоторые — карликами.
Этот объект входит в число перечисленных в оригинальной редакции «Нового общего каталога».